# Antonie Cohen
Antonie (Toon) Cohen (Den Haag, 4 december 1922 - Bilthoven, 1 april 1996) was een Nederlandse taalkundige en foneticus.

## Biografie
Cohen studeerde van 1945 tot 1948 bij Daniel Jones aan het University College London. Hij studeerde verder in Amsterdam, en promoveerde daar in 1952 bij Reichling met een dissertatie over fonologische en fonetische aspecten van fonemen. 
Cohen heeft in de jaren 1950 Engels gedoceerd aan het Gymnasium Haganum en bezocht in 1954-1955 het MIT in Cambridge, Mass, met een beurs van de Rockefeller Foundation. Tijdens dit verblijf kwam hij in contact met onder anderen Morris Halle, Noam Chomsky, Gunnar Fant en Kenneth N. Stevens. 
Vanaf 1959 werkte Cohen bij het Instituut voor Perceptie-Onderzoek (IPO) te Eindhoven, als initiator en later leider van het spraak-onderzoek aldaar. Cohens eigen onderzoek richtte zich aanvankelijk vooral op de rol van de tijds-dimensie (duren van klanken en klankfragmenten). Later verschoof zijn aandacht naar de rol van toonhoogte en intonatie. De sterk perceptief georiënteerde bestudering van intonatie werd bekend als de IPO-benadering of als de "Dutch School of intonation". Cohen was daarnaast ook geïnteresseerd in de studie van versprekingen. 
In 1967 werd Cohen hoogleraar Engelse Taalkunde bij de Rijksuniversiteit Utrecht. Deze leerstoel werd in 1972 aangepast naar Engelse Taalkunde en Fonetiek. In 1979 werd er een afzonderlijke vakgroep Fonetiek opgericht, onder leiding van Cohen als hoogleraar Fonetiek. Cohen was de promotor van verschillende Nederlandse fonetici. 
Cohen was een actief organisator en bestuurder. Hij was mede-oprichter in 1974 en eerste voorzitter van de Stichting Taalwetenschap van ZWO. In 1983 was hij een van de organisatoren van het 10th International Congress of Phonetic Sciences in Utrecht. In 1987 was hij de mede-oprichter en eerste directeur van het Onderzoeksinstituut voor Taal en Spraak (OTS) van de Universiteit Utrecht. Per 1 januari 1988 ging hij met emeritaat. De Cohenzaal in het gebouw Trans 10 (zaal 0.07) van de Universiteit Utrecht is naar hem vernoemd. 